# Jozef Karika
Jozef Karika (Ružomberok, 15 de novembre de 1978) és un publicista experimental i escriptor eslovac en llengua eslovaca, txeca i anglesa.
Com a reporter d'un canal de televisió regional, amb seu a Ružomberok, va assenyalar el cas del sacerdot catòlic eslovac Ján Ferenčík, que, malgrat la seva admiració pel líder nazi Adolf Hitler durant temps de guerra, se'l va homenatjar mitjançant la col·locació d'una placa commemorativa a l'ajuntament de Ružomberok.

## Obres

### Llibres en eslovac
- 2007 - Mágia peňazí (Ikar, ISBN 978-80-551-1366-1)
- 2007 - K.P.M.P.Z. (Ikar, ISBN 978-80-551-1568-9)

### Llibres en txec
- 2003 - Slovanská magie (Vodnář, ISBN 80-86226-41-7)
- 2005 - Zóny stínu (Vodnář, ISBN 80-86226-57-3)
- 2008 - Magie peněz (Vodnář, ISBN 978-80-86226-78-1)
- 2009 - Brány meonu (Vodnář, ISBN 978-80-87146-97-2)

### Llibres en anglès
- 2009 - Liber 767 vel Boeingus (ISBN 9781905713400)